# Diocesi di Acarasso
La diocesi di Acarasso (in latino Dioecesis Acarassensis) è una sede soppressa del patriarcato di Costantinopoli e una sede titolare della Chiesa cattolica.

## Storia
Acarasso, nell'odierna Turchia, è un'antica sede episcopale della provincia romana di Licia nella diocesi civile di Asia. Faceva parte del patriarcato di Costantinopoli ed era suffraganea dell'arcidiocesi di Mira.
La diocesi è documentata nelle Notitiae Episcopatuum del patriarcato di Costantinopoli fino al XII secolo. Nelle Notitiae e negli atti ufficiali dei concili, il nome della sede appare sotto forme diverse: Akarassos, Akrassos, Akrasos e Agarassos.
Il primo vescovo documentato è Nicola, che prese parte al concilio di Calcedonia nel 451; in diverse occasioni sottoscrisse le decisioni conciliari anche per Stefano di Limira, impossibilitato a presenziare al concilio perché colpito da malattia. Nicola sottoscrisse anche la lettera che i vescovi della Licia indirizzarono nel 458 all'imperatore Leone dopo la morte del patriarca Proterio di Alessandria.
Alla diocesi di Acarasso di Licia è attribuito il vescovo Costantino, che figura tra i partecipanti del concilio di Nicea nel 787. Tuttavia, come già aveva intuito Le Quien, questo vescovo è da attribuire alla diocesi di Acrasso in Lidia, poiché negli atti conciliari, il suo nome appare sempre assieme agli altri vescovi della Lidia.
Più incerta invece è la sede di appartenenza di un altro vescovo di nome Costantino, che partecipò al concilio di Costantinopoli dell'879-880 che riabilitò il patriarca Fozio; Le Quien lo assegna sia ad Acarasso di Licia che ad Acrasso di Lidia.
Dal 1933 Acarasso è annoverata tra le sedi vescovili titolari della Chiesa cattolica; dall'11 gennaio 2002 il vescovo titolare è Stefan Men'ok, C.SS.R., esarca arcivescovile emerito di Donec'k.

## Cronotassi

### Vescovi greci
- Nicola † (prima del 451 - dopo il 458)
- Costantino II ? † (menzionato nell'879)

### Vescovi titolari
- Louis Janssens, C.I.C.M. † (9 gennaio 1948 - 14 aprile 1950 deceduto)
- Constancio Jurgens, C.I.C.M. † (6 maggio 1950 - 3 giugno 1952 deceduto)
- Paul Constant Schoenmaekers † (8 settembre 1952 - 8 gennaio 1986 deceduto)
- Stephen Soroka (29 marzo 1996 - 29 novembre 2000 nominato arcieparca di Filadelfia)
- Stefan Men'ok, C.SS.R., dall'11 gennaio 2002